# Godetj
Godetj (bulgariska: Годеч) är en ort i Bulgarien.   Den ligger i kommunen Obsjtina Godetj och regionen Sofijska oblast, i den västra delen av landet, 40 km nordväst om huvudstaden Sofia. Godetj ligger 692 meter över havet och antalet invånare är 5 154.
Terrängen runt Godetj är huvudsakligen kuperad, men västerut är den platt. Godetj ligger nere i en dal. Närmaste större samhälle är Slivnitsa, 18,3 km söder om Godetj.
Omgivningarna runt Godetj är en mosaik av jordbruksmark och naturlig växtlighet. Runt Godetj är det glesbefolkat, med 19 invånare per kvadratkilometer.